# Nassarius
Nassarius is een geslacht van slakken uit de familie Nassariidae (fuikhorens). De wetenschappelijke naam werd gepubliceerd door André Marie Constant Duméril in 1805. De typesoort is Buccinum arcularia Linnaeus, 1758.
Nassarius is het grootste geslacht van de Nassariidae, met ongeveer 400 fossiele en bestaande soorten.

## Kenmerken
De slakken uit dit geslacht hebben kleine schelpen (gewoonlijk niet meer dan 25 mm lang), met een scherpe spits en een brede, verdikte buitenste "lip". 

## Leefwijze
Het zijn carnivore aaseters die meestal leven op zachte, modderige bodems in riviermondingen en ondiep zeewater langs de kust, in tropische en gematigde streken over de hele wereld. Sommige soorten leven in diep water, bijvoorbeeld Nassarius babylonicus uit de Indische Oceaan en de westelijke Grote Oceaan. De meeste Nassarius-larven leven van plankton.

## Soorten
Voor de volledige soortenlijst zie: - World Register of Marine Species.